# Mã Viện

Tượng Mã Viện tại núi Phục Ba, Quế Lâm, tỉnh Quảng Tây, Trung Quốc

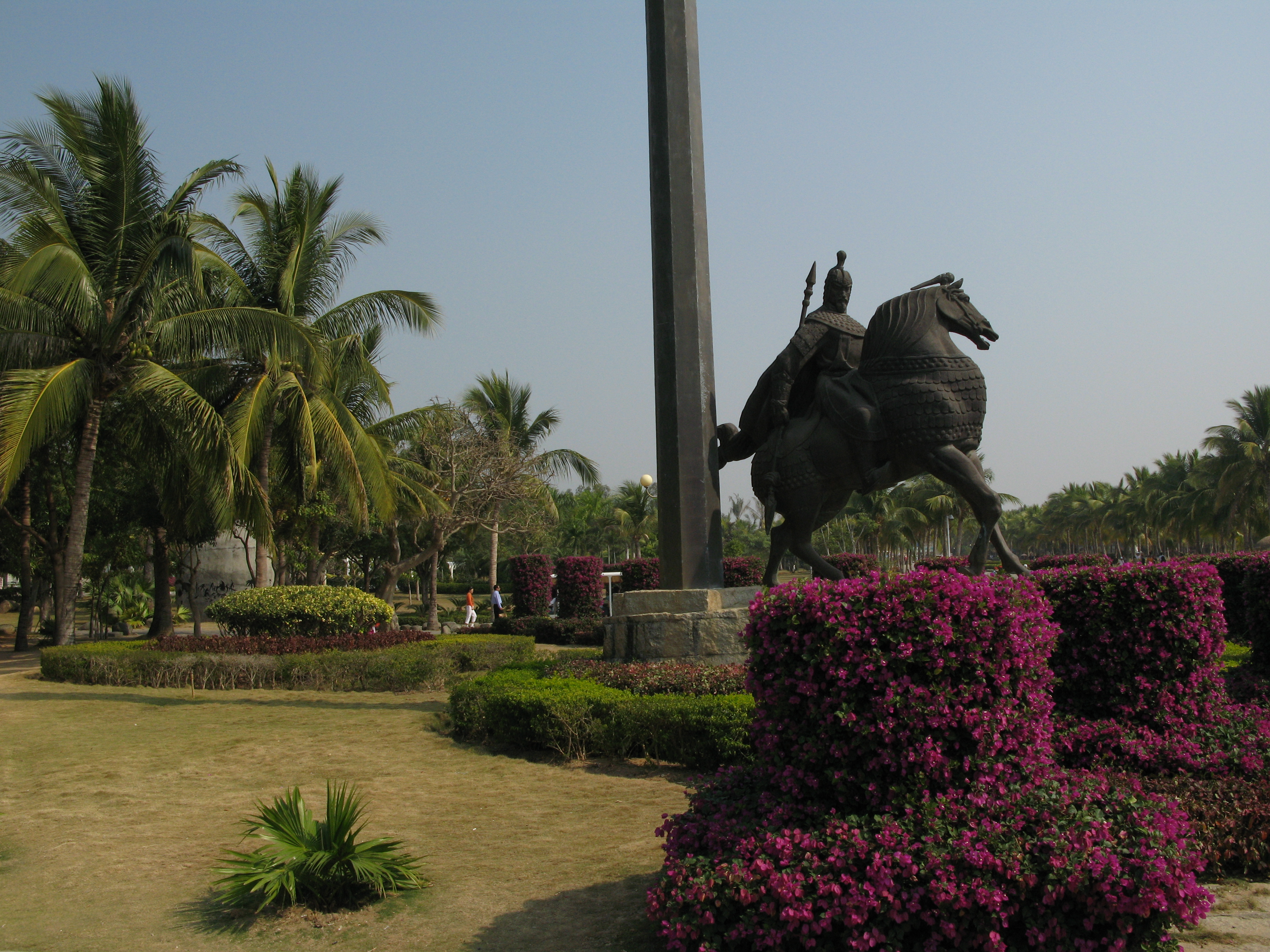
Tượng Mã Viện ở Hải Nam.

Mã Viện (giản thể: 马援; phồn thể: 馬援; bính âm: Mǎ Yuán, 14 TCN-49), tự Văn Uyên (文淵), người Phù Phong, Mậu Lăng (nay là huyện Phù Phong, địa cấp thị Bảo Kê, tỉnh Thiểm Tây) là một viên tướng người Hán phục vụ dưới trướng Quỳ Ngao sau quy thuận nhà Đông Hán. Người ta cũng tin rằng Mã Siêu trong thời kỳ Tam Quốc là hậu duệ của ông. Lăng mộ của ông còn ở đông bắc Hưng Bình, Thiểm Tây ngày nay. Ông còn được gọi là Phục Ba tướng quân (伏波將軍) hay Mã Phục Ba (馬伏波).
Trong lịch sử Trung Quốc, Mã Viện được xem là nhà chỉ huy quân sự tài ba, đã lập nhiều chiến thắng giúp Hán Quang Vũ Đế thống nhất đế quốc sau thời kỳ loạn Vương Mãng, chinh phục, bình định các bộ tộc xung quanh, trong đó có người Việt ở Giao Chỉ. Ông được biết đến về sự kiên trì và sự tôn trọng của ông đối với đồng nghiệp, bạn bè và thuộc cấp, cũng như tính chấp hành kỷ luật của ông. Con gái của ông sau này đã trở thành hoàng hậu của vua Hán Minh Đế - tức là Minh Đức hoàng hậu.
Trong lịch sử Việt Nam, Mã Viện được biết đến như là người đã dập tắt cuộc nổi dậy của Hai Bà Trưng và tiếp tục sự thống trị của người Hán ở Giao Chỉ.

## Các chiến dịch
Trong sự nghiệp chính trị, quân sự của mình, Mã Viện đã phục vụ vua Hán Quang Vũ Đế thống nhất đế quốc và các cuộc hành quân chống lại người Việt cũng như các bộ lạc Ô Hoàn ở quận Vũ Lăng.

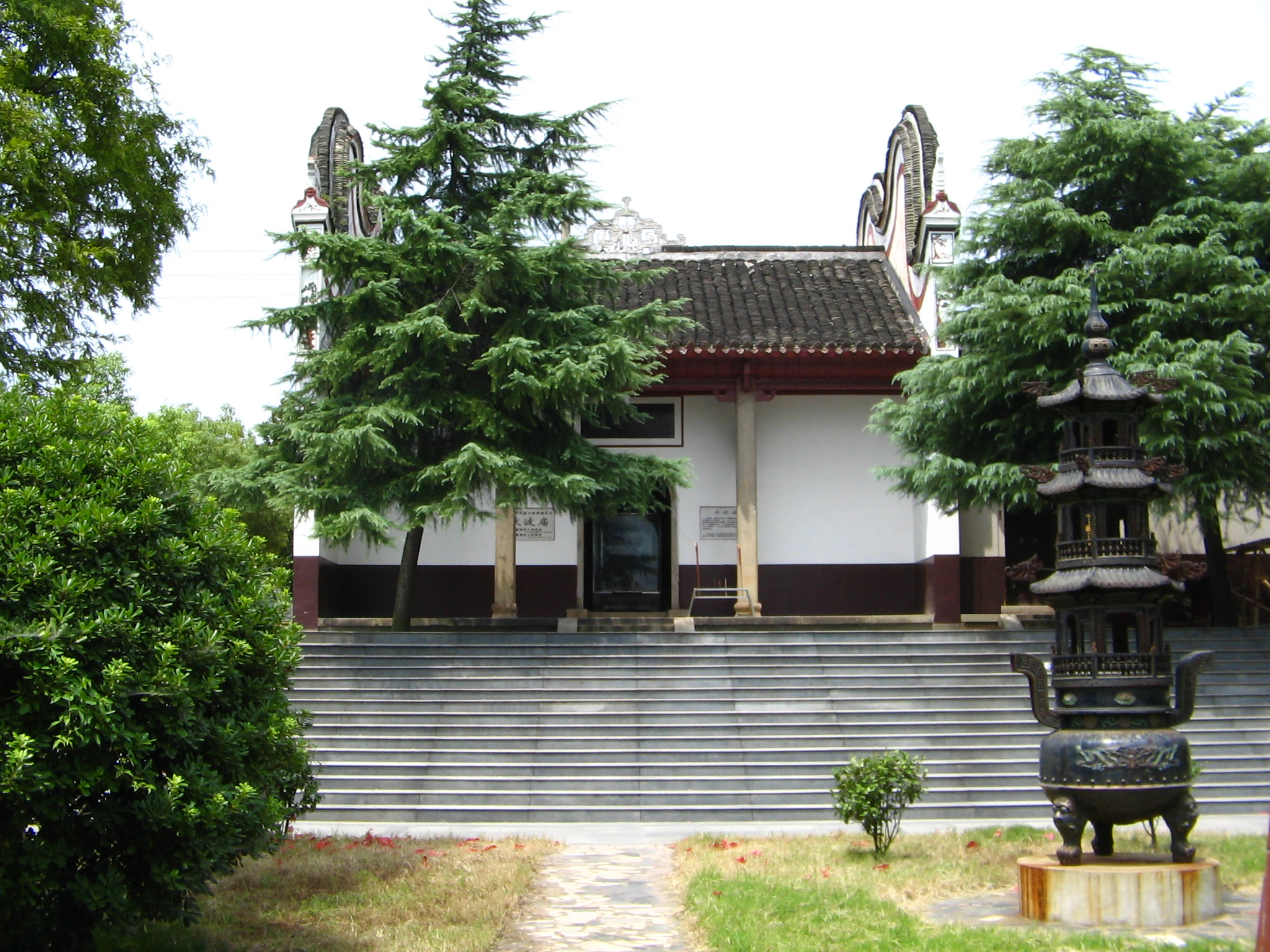
Đền Phục Ba tại huyện Chu Châu, tỉnh Hồ Nam, Trung Quốc.

Đội quân của Mã Viện đã đánh bại quân đội của lãnh chúa Ngôi Hiêu (隗囂) (khoảng năm 30-33), là người kiểm soát khu vực miền đông tỉnh Cam Túc.
Năm 34-35, Mã Viện cũng tham gia bình định người Khương ở khu vực hiện nay thuộc tỉnh Cam Túc và Thanh Hải.
Một trong những chiến thắng quân sự lớn nhất của ông là việc xâm lược, bình định Giao Chỉ. Năm 40, hai chị em Trưng Trắc, Trưng Nhị khởi nghĩa chống chính quyền Hán đô hộ Giao Chỉ; hai bà được các quận Cửu Chân, Nhật Nam, Hợp Phố hưởng ứng đã thu phục 65 thành. Trưng Trắc lên ngôi vua, tức Trưng Nữ Vương. Năm 41, Hán Quang Vũ Đế sai các quận Trường Sa, Hợp Phố chuẩn bị xe thuyền, sửa cầu đường và trữ lương đi đánh Giao Chỉ. Mã Viện làm Phục Ba tướng quân, Lưu Long làm phó tướng sang đánh Giao Chỉ. Tháng 1 âm lịch năm 42, Mã Viện đem quân men theo đường biển, san núi làm đường hơn nghìn dặm, đánh nhau với Trưng Nữ Vương ở Lãng Bạc. Mã Viện thắng, tiến lên chiếm Mê Linh rồi lại đánh bại Trưng Vương ở Cấm Khê. Trưng Vương và em là Trưng Nhị đều tử trận. Mã Viện thu được Giao Chỉ, bèn tiến quân vào quận Cửu Chân đàn áp các nhóm quân còn sót của Trưng Vương. Mã Viện đi đến đâu cũng lập quận huyện, xây thành quách và đào sông tưới ruộng để dụ dỗ dân chúng. Năm 44, Mã Viện hoàn tất đàn áp đẫm máu người Việt; quân của ông cũng chết hại rất nhiều, chỉ còn một nửa so với lúc xuất phát. Hán Quang Vũ Đế phong Mã Viện tước Tân Tức hầu, ban cho thực ấp 3.000 hộ.
Năm 49, trong khi đem quân đi chống lại các bộ lạc Ngũ Khê ở quận Vũ Lăng (ngày nay là miền đông tỉnh Quý Châu và tây bắc tỉnh Hồ Nam, Trung Quốc), Mã Viện qua đời trong một căn bệnh truyền nhiễm, cũng là bệnh đã giết chết một lượng lớn quân của ông.

## Bị cáo buộc
Sau khi ông qua đời, phó tướng của ông là Cảnh Thư (耿舒), người đã từ lâu không đồng ý với chiến lược của Mã Viện, cùng với phò mã của vua Hán Quang Vũ Đế là Lương Tùng (梁松), người trước đó có hằn thù với Mã Viện, đã ngụy tạo ra nhiều chứng cứ để chống lại Mã Viện. Phần lớn các chứng cứ này ngày nay chúng ta không rõ là gì; chỉ còn hai cáo buộc cụ thể được biết.
Trong cáo buộc thứ nhất, Mã Viện được cho là người chịu trách nhiệm về bệnh truyền nhiễm, khi ông ra lệnh hành quân chống lại các bộ lạc Ô Hoàn.
Trong cáo buộc thứ hai, ông được cho là đã biển thủ ngọc trai và sừng tê giác trong các chiến dịch quân sự. Cáo buộc này có thể là sự hiểu sai về một trong các món ăn ưa thích của Mã Viện (món ông cho rằng có khả năng chống lại bệnh truyền nhiễm) là hạt ý dĩ (một loại cây thân thảo, có quả với nhân màu trắng, được trồng trọt tại miền nam Trung Quốc và miền bắc Việt Nam), thứ ông đã cho chở với số lượng lớn về kinh đô Lạc Dương.
Hán Quang Vũ Đế đã tin vào các cáo buộc này và đã tước đi thái ấp cũng như tước hầu của Mã Viện. Tới năm Kiến Sơ thứ 3 (78), Hán Chương Đế mới truy tặng Viện tước Trung Thành hầu.

## Con cái
Mã Viện có bốn con trai là Mã Liêu, Mã Phòng, Mã Quang và Mã Khách Khanh. Con gái là Mã hoàng hậu của Hán Minh Đế.

## Thành ngữ
Mã Viện là nguồn gốc của hai thành ngữ Trung Quốc.
- Thành ngữ thứ nhất là "da ngựa bọc thây" (馬革裹屍 - mã cách khỏa thi), có nghĩa một khi phải bỏ thân nơi chiến địa, nên lấy da ngựa bọc thây. Cụm từ này nằm trong câu nói của Mã Viện với một người bạn tên là Mạnh Ký. Câu nói đó như sau: 男兒要當死於邊野，以馬革裹屍還葬耳，何能臥床上在兒女子手中邪！ (nam nhi yếu đương tử ư biên dã, dĩ mã cách khỏa thi hoàn táng nhĩ, hà năng ngọa sàng thượng tại nhi nữ tử thủ trung tà!,[1] bản dịch: Làm trai nên chết ở chốn biên thùy, lấy da ngựa bọc thây mà chôn mới là đáng trọng, chứ sao lại chịu nằm ở xó giường, chết ở trong tay bọn đàn bà con trẻ thì có hay gì?) [4]
- Thành ngữ thứ hai là "vẽ hổ không thành, lại thành chó" (畫虎不成, 反類犬 - họa hổ bất thành, phản loại khuyển). Câu này liên quan đến lời khuyên răn của ông đối với các cháu của mình. Ông khuyên đừng cố gắng bắt chước nhân vật anh hùng lừng danh thời đó là Đỗ Bảo (杜保); có thể không thành anh hùng như Bảo, mà thành kẻ bỏ đi.